# Xã White Pine, Quận Aitkin, Minnesota
Xã White Pine (tiếng Anh: White Pine Township) là một xã thuộc quận Aitkin, tiểu bang Minnesota, Hoa Kỳ. Năm 2010, dân số của xã này là 34 người.